# 扎瓦季夫卡 (赫梅利尼茨基州)
49°0′11″N 26°30′35″E / 49.00306°N 26.50972°E
扎瓦季夫卡（烏克蘭語：Завадівка），是烏克蘭西部的村落，隸屬赫梅利尼茨基州卡緬涅茨-波多利斯基區切梅里夫齊市鎮，面積4.97平方公里，海拔高度273米，2001年人口941，人口密度每平方公里189.3人。